# Paunzhausen
Paunzhausen település Németországban, azon belül Bajorországban. Lakosainak száma 1605 fő (2023. december 31.). Paunzhausen Allershausen és Hohenkammer községekkel határos.

## Népesség
A település népessége az elmúlt években az alábbi módon változott:
| Lakosok száma | 392  | 891  | 846  | 977  | 1533 | 1543 | 1502 | 1499 | 1569 | 1605 |
|               | 1875 | 1950 | 1975 | 1987 | 2012 | 2014 | 2016 | 2017 | 2021 | 2023 |